# Вихтерпалу
Ви́хтерпалу (эст. Vihterpalu) — деревня в волости Ляэне-Харью уезда Харьюмаа, Эстония.
До административной реформы местных самоуправлений Эстонии 2017 года входила в состав волости Падизе.

## География и описание
Расположена в 46 километрах к юго-западу от Таллина. Территория деревни простирается полосой от залива Вихтерпалу по долине реки Вихтерпалу. Высота над уровнем моря — 18 метров.
Климат умеренный. Официальный язык — эстонский. Почтовый индекс — 76003.

## Население
По данным переписи населения 2021 года, в Вихтерпалу насчитывалось 50 жителей, из них 39 (78,0 %) — эстонцы.
По данным переписи населения 2011 года, в деревне проживали 29 человек, из них 27 (93,1 %) — эстонцы.
Численность населения деревни Вихтерпалу: 
| Год  | 1959 | 1970 | 1979 | 1989 | 2000 | 2011 | 2017 | 2018 | 2019 | 2020 | 2021 |
| ---- | ---- | ---- | ---- | ---- | ---- | ---- | ---- | ---- | ---- | ---- | ---- |
| Чел. | 56   | ↘ 43 | ↗ 57 | ↘ 50 | ↗ 58 | ↘ 29 | ↗ 41 | ↗ 47 | → 47 | ↗ 62 | ↘ 50 |

## История
Впервые деревня упоминается в 1402 году под названием Wichterpalo как  шведская деревня. Здешнее побережье шведы населяли до 1944 года.
Изначально Вихтерпалу являлась приграничной и лесной областью деревни Хату. В XIII веке территория попала в подчинение монастыря Лихула, в 1402 году — монастыря Паддис, с этого года появились письменные сведения о деревне.
На военно-топографических картах Российской империи (1846–1863 годы), в состав которой входила Эстляндская губерния, обозначена мыза Вихтерпаль. Она была основана в 1622 году, и её первыми владельцами было дворянское семейство фон Раммов.
С 1920-х годов Вихтерпалу являлась поселением, созданным на землях национализированной в ходе земельной реформы мызы, в 1977 году получила статус деревни. В 1977 году, во время кампании по укрупнению деревень, к Вихтерпалу была присоединена деревня Тамсе.

## Достопримечательности
- На территории деревни расположена роскошная мыза Вихтерпаль, первые упоминания о которой относятся к 1586 году[17].
- В Вихтерпалуском лесничестве находится большой ледниковый валун под местным названием Сууркиви («Большой камень»), охват которого составляет 21 метр и высота — 3,5 метра[13].